# Wassermelone als palästinensisches Symbol

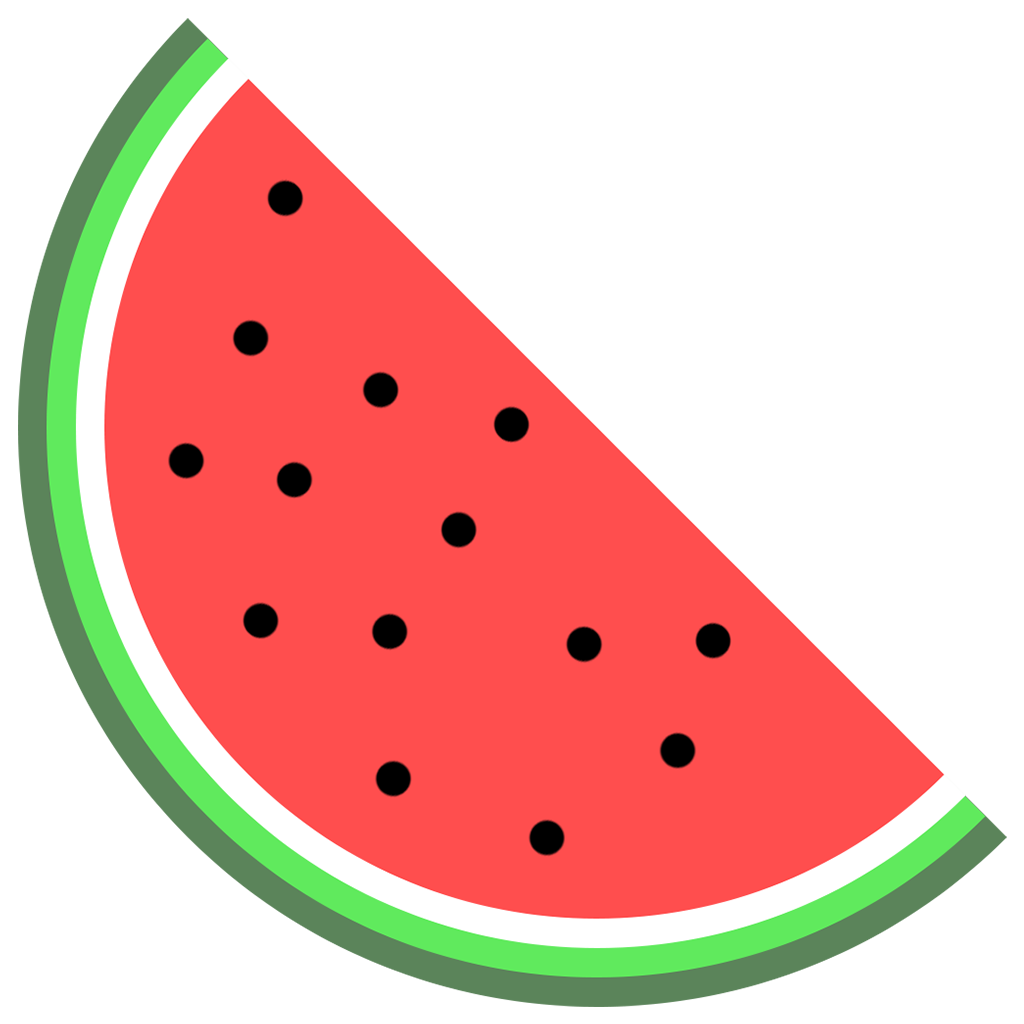
Wassermelonensymbol, oft als Emoji verwendet (🍉)

Die Wassermelone (arabisch بطيخ, DMG baṭṭīḫ) ist ein Symbol für den öffentlichen Ausdruck der Palästinenser in Protesten und Kunstwerken und repräsentiert den Kampf gegen die israelische Besetzung der palästinensischen Gebiete.

## Ursprünge
Wassermelonen werden in ganz Palästina von Jenin bis nach Gaza angebaut und sind in einigen Rezepten sowie in der syrischen Kultur sehr beliebt.
Die Flagge Palästinas in den panarabischen Farben Rot, Grün, Weiß und Schwarz war in Israel in bestimmten Situationen verboten, was dazu führte, dass die lokal angebaute und ähnlich gefärbte Wassermelone jahrzehntelang ihren Platz in der palästinensischen Ikonographie als Alternative einnahm. Nach dem Sechstagekrieg von 1967 verbot Israel das Zeigen der palästinensischen Flagge und ihrer Farben im Gazastreifen und im Westjordanland, wobei die israelische Armee jeden festnahm, der sie zeigte.

Flagge Palästinas, mit einer Wassermelone anstelle des roten Dreiecks

## Wiederaufleben
Im Jahr 2023 verbot das israelische Ministerium für nationale Sicherheit die palästinensische Flagge an öffentlichen Orten. Als Reaktion darauf zeigten viele Israelis Wassermelonenaufkleber mit der Aufschrift „Dies ist keine palästinensische Flagge.“
Seit dem Ausbruch des Krieges zwischen Israel und Hamas im Jahr 2023 erfreut sich das Wassermelonensymbol wieder wachsender Beliebtheit. Einzelpersonen nutzen es und verwenden häufig Wassermelonen-Emojis (🍉) auf verschiedenen Social-Media-Plattformen, um ihre Unterstützung für Palästina zu zeigen. Insbesondere kann das Symbol verwendet werden, um Zensur und Schattenverbote auf einigen Plattformen zu umgehen und offensichtlichere Symbole wie palästinensische Flaggen zu vermeiden.

## Galerie

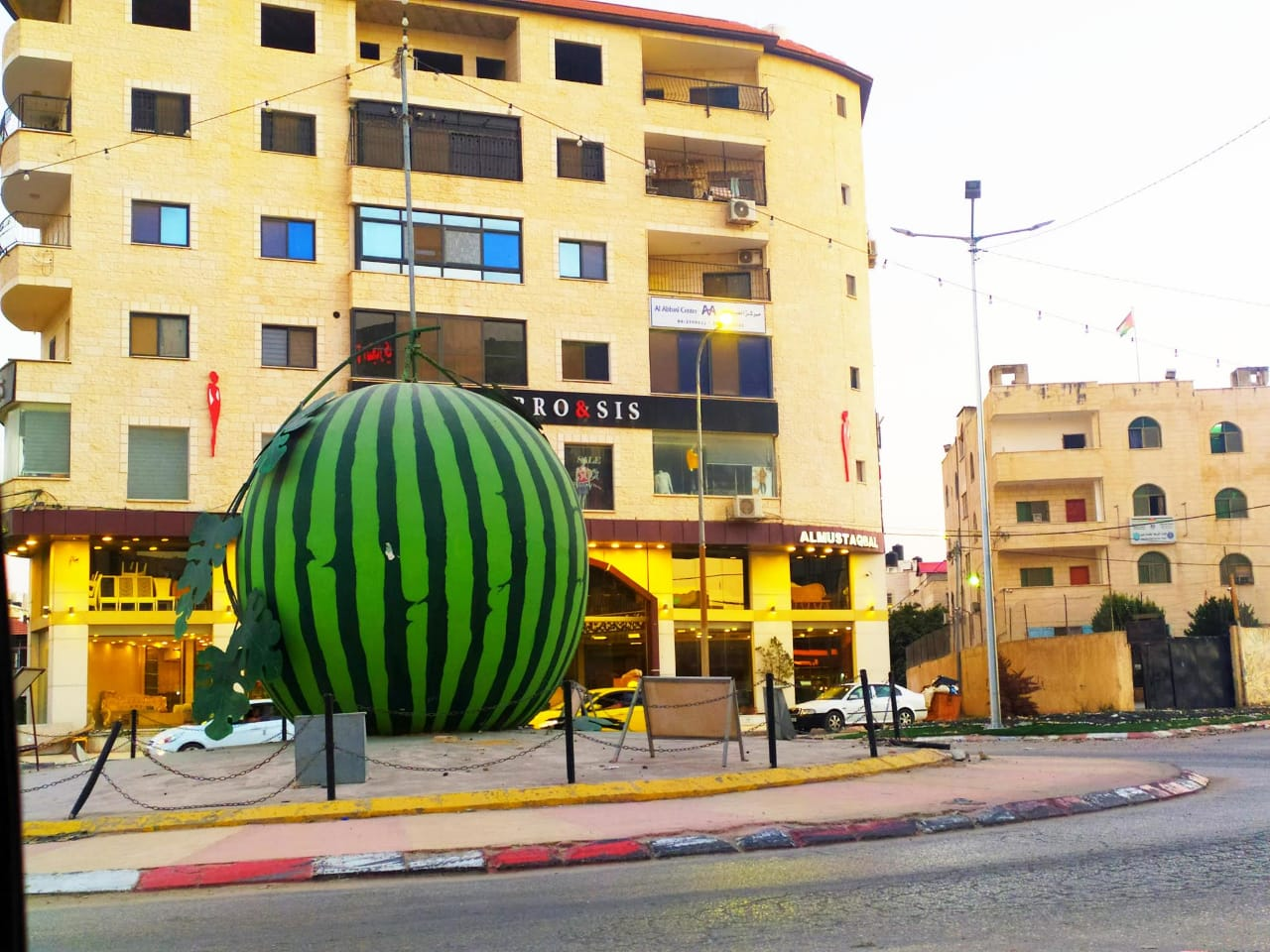
Wassermelonenskulptur an einem Kreisverkehr in Jenin (Januar 2021)
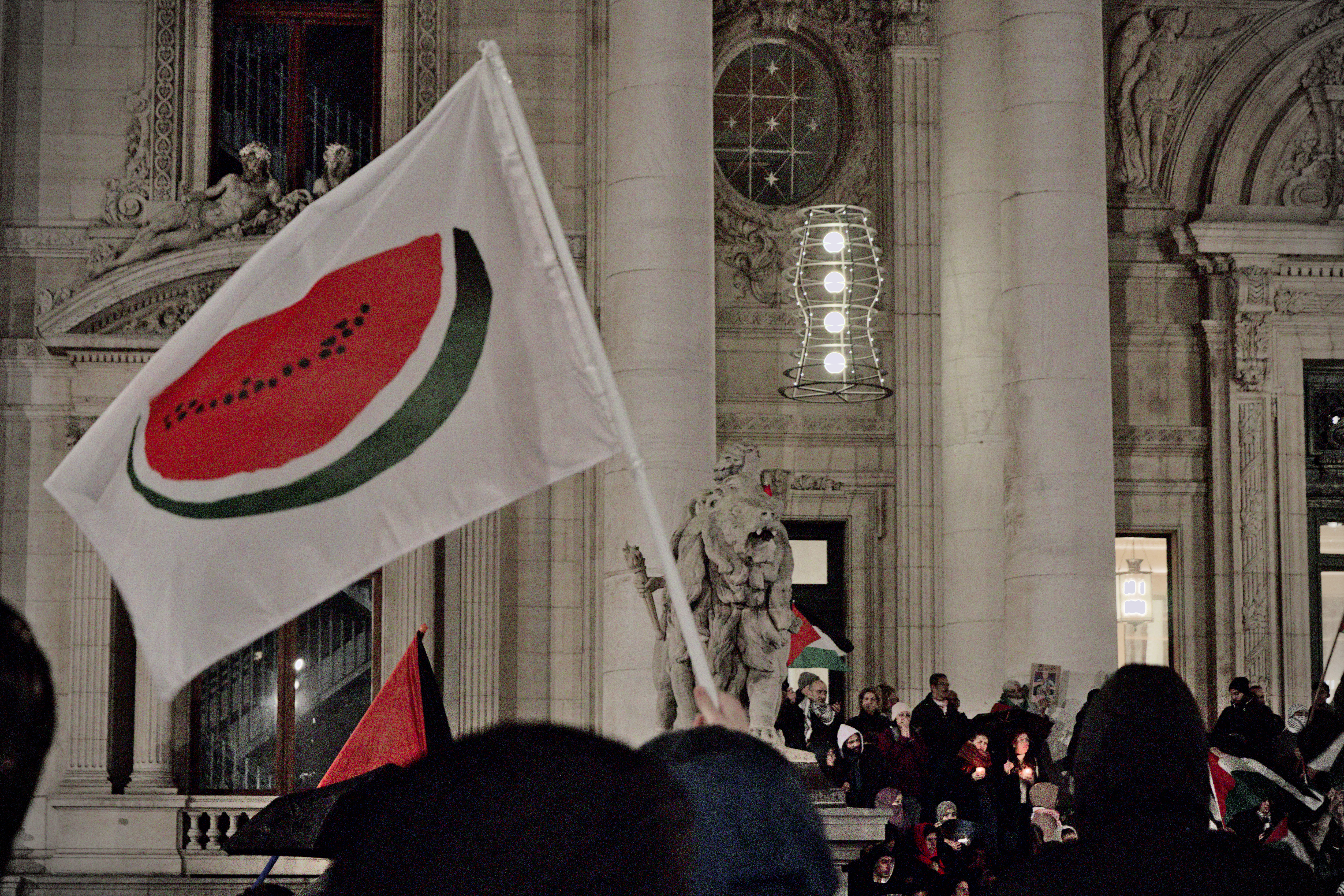
Solidaritätstreffen für Palästina in Brüssel (2023)
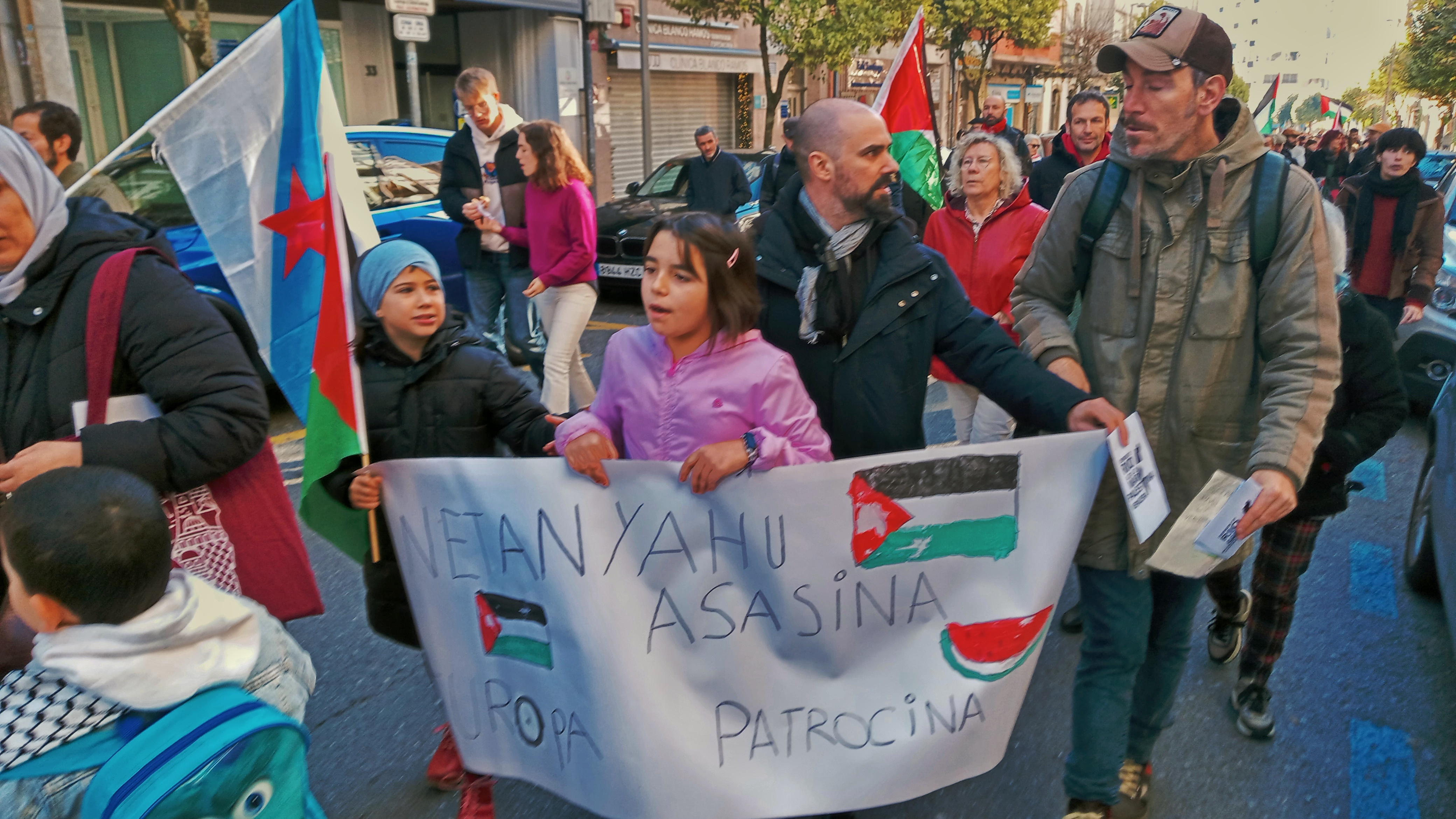
Pro-Palästina-Protest in Santiago de Compostela, Spanien (17. Dezember 2023)
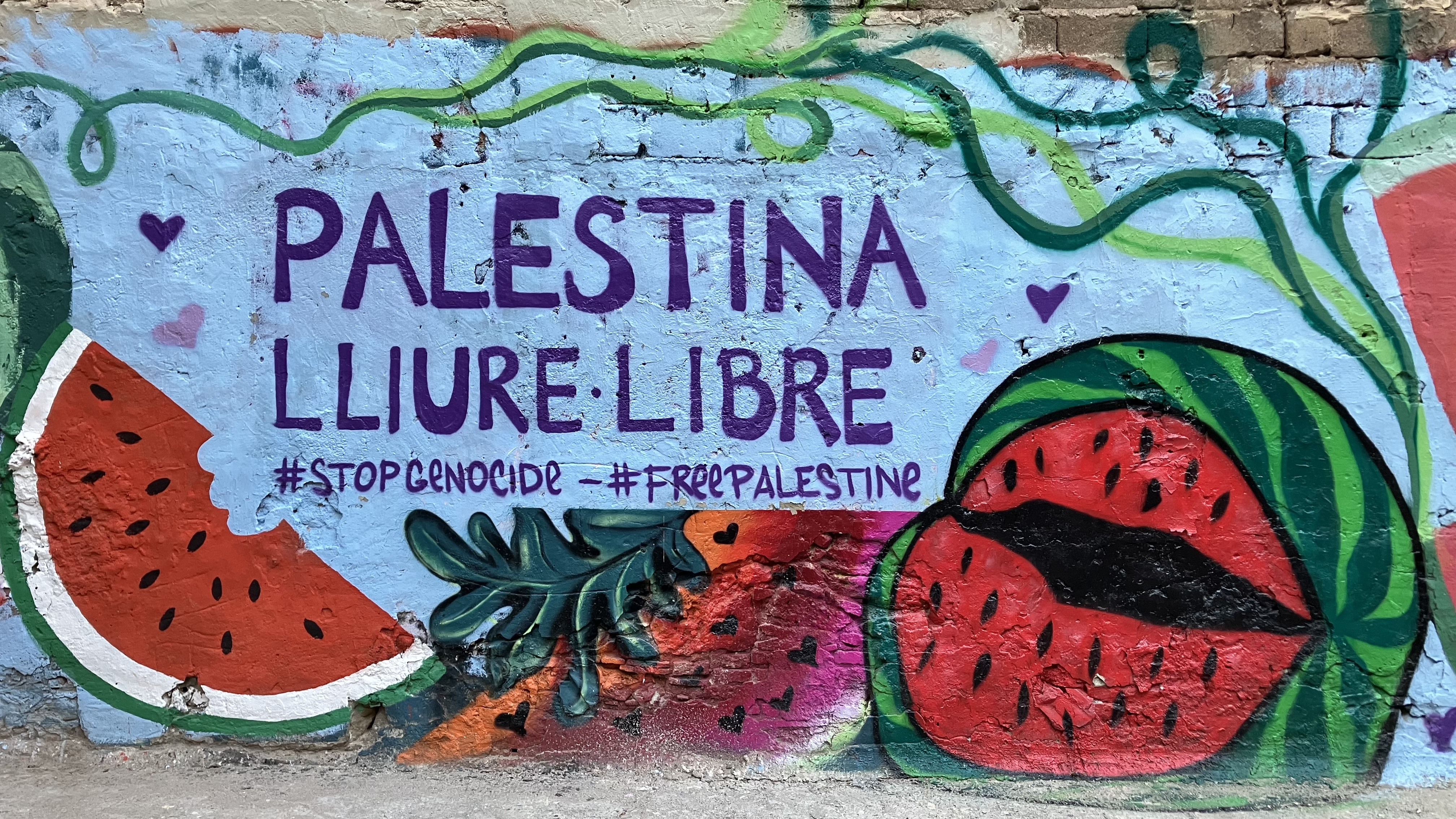
Ein Wandgemälde in einer Straße in Barcelona